# تئاتر ابی
تئاتر اَبی (ایرلندی: Amharclann na Mainistreach) یک سالن نمایش در شهر دوبلین، ایرلند جنوبی است.
این تئاتر که در سال ۱۹۰۴ ساخته شده دارای ۴۹۲ نفر ظرفیت می‌باشد.

## نگارخانه

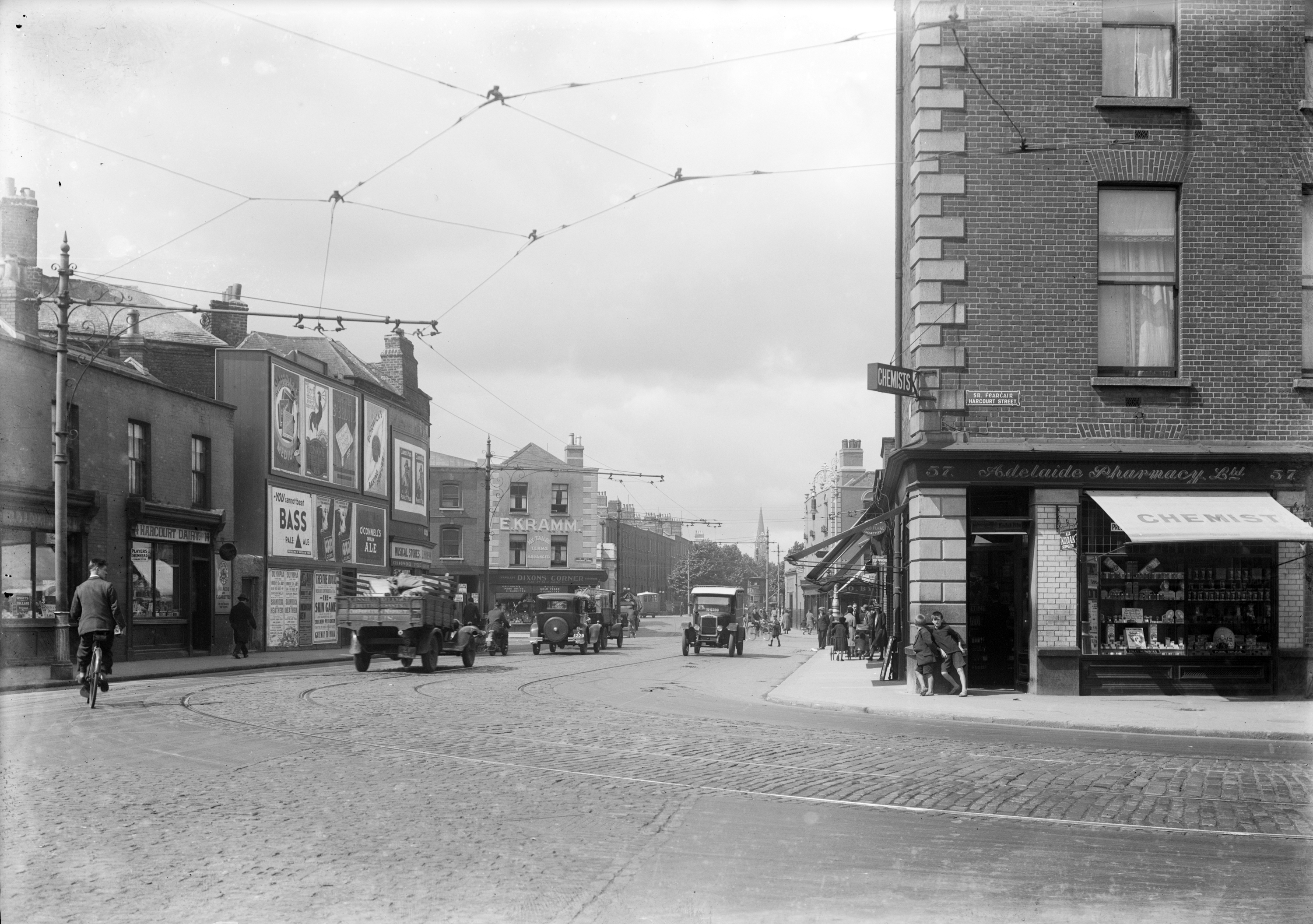
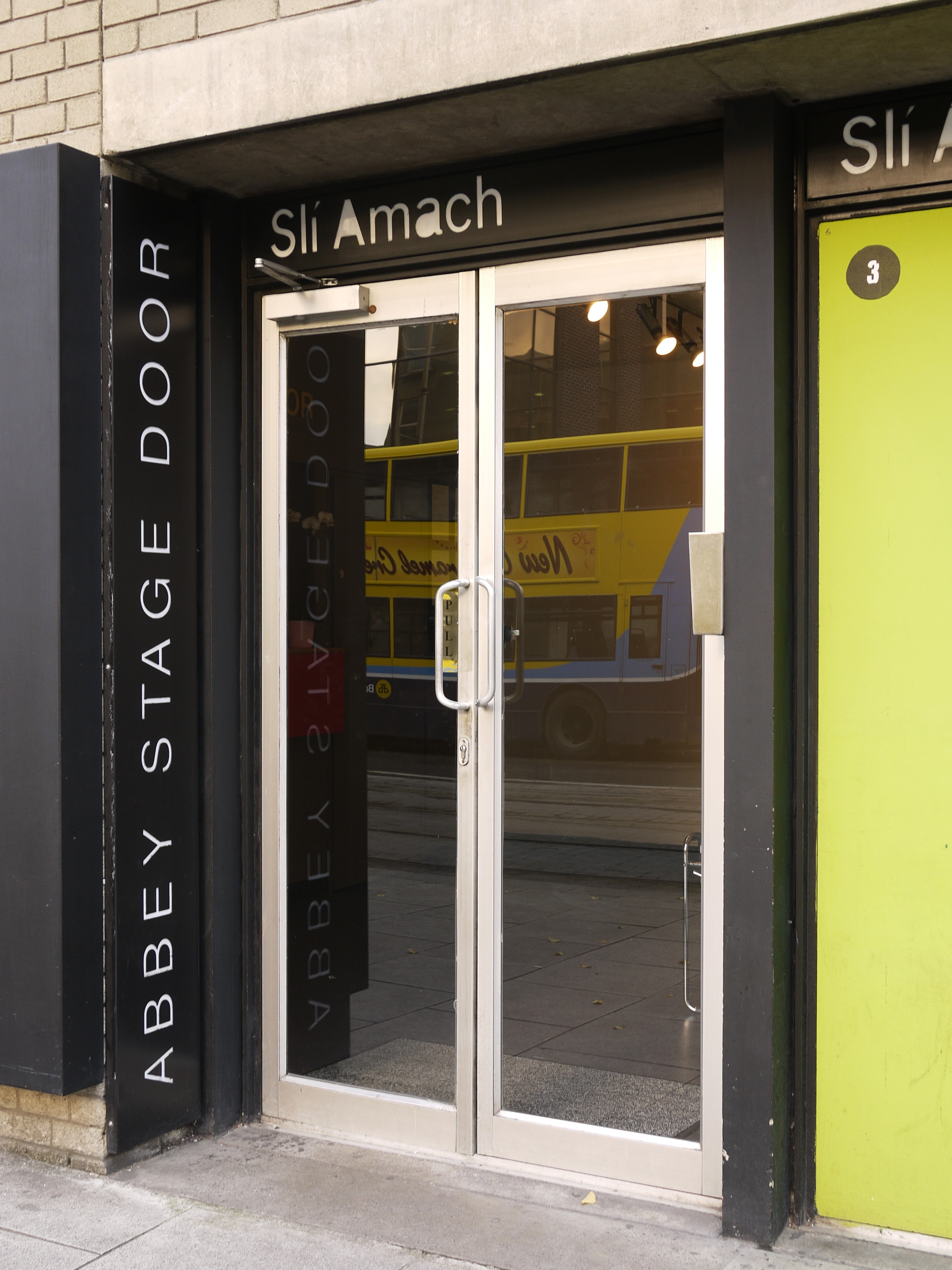